# 82式衝鋒槍
82式衝鋒槍是中華人民共和國未授權仿製的PM-63 Rak衝鋒槍，在1982年開始生產。

## 歷史及設計
1970年代後期，正值中越戰爭，中國人民解放軍從越南人民軍士兵手上繳獲波蘭制的PM-63 Rak衝鋒槍，進行分解研究後認為其性能良好，決定進行仿製。82式衝鋒槍輕型小巧，適合車組成員、工兵、特種部隊、警隊裝備。
82式與PM-63設計相同，採用直接反衝式系统，前握把可摺疊，彈匣置於手槍握把內，有15、25、40發可選。

## 不足
82式與PM-63都存在2種相同的突出問題：
- 套筒、机匣的几何开头较为复杂，加工困难，成本较高

- 瞄具位于套筒上，令射手在抵肩瞄準射擊時臉部容易被滑套撞傷。同時枪管的固定方式又造成枪管在套筒内必有松动，影响精度。